# Charles Joseph Cornet
Pour les articles homonymes, voir Cornet.
Charles Joseph Alexandre Cornet (Troyes, 27 avril 1879 - Burlioncourt, 20 août 1914) est un officier et explorateur français.

## Biographie
Il sert d'abord en Côte d'Ivoire puis est affecté au poste de Fort-Archambault (1905) où il est chargé de pacifier la rive droite du Chari. Il mène ensuite les opérations chez les Sara, hostiles à la domination française et parcourt ainsi la vallée du Bahr Sara pour renforcer le poste de Laï sur le Logone.
Il reconnaît en 1906 les affluents de la rive droite du Chari et découvre le Bahr Keïta, affluent de l'Aouk, démontrant que celui-ci peut être une voie de pénétration vers l'est.
Commandant des méharistes du Kanem à Mao (août 1906-juin 1907), il parcourt le Bahr el Ghazal avec Paul René Bordeaux du Tchad jusqu'à trente kilomètres d'Abéché en Ouadaï.
Il participe encore en 1907 à la seconde expédition Bordeaux dans l'Egueï, le Borkou et l'Ennedi et établit des cartes des régions traversées.
Il obtient la Légion d'honneur le 11 juillet 1908.
Le 7 septembre 1912, sous les ordres du colonel Charles Mangin , il participe à la prise de Marrakech.
Tué sur le front le 20 août 1914 à Burlioncourt, il est inscrit sur les Plaques commémoratives des écrivains du Panthéon et est cité à l'ordre de l'armée : « Officier supérieur qui donnait les plus belles espérances. Pendant le combat du 20 (aout 1914), grâce à sa présence aux points les plus exposés et à sa grande autorité, a réussi à maintenir sa troupe sous un feu violent malgré des pertes élevées. Glorieusement tué sur la ligne de feu - Tué par un obus - Saint-Cyrien promotion : de Bourbaki (1897-1899) - Fils de Charles Émile et de Houdry Julie Aimé Alexandrine ».

## Travaux
- Notes sur la Côte d'Ivoire, 1904
- Au Tchad. Trois ans chez les Senoussistes, les Ouadaiens et les Kirdis, 1910, [lire en ligne]
- À la conquête du Maroc Sud avec la colonne Mangin, 1912-1913, 1914, [lire en ligne]